# Los Extraditables
(Pablo Emilio Escobar Gaviria)
Los Extraditables fu il nome con cui si identificava un gruppo di narcotrafficanti, perlopiù appartenenti al Cartello di Medellín, che tentava di bloccare l'entrata in vigore del Trattato di estradizione con gli Stati Uniti per gli accusati di traffico di droga nella Colombia degli anni '80, attraverso atti criminali come corruzione, omicidi e sequestri.

## Attività
L'obiettivo degli Extraditables all'inizio fu la lotta contro l'estradizione di colombiani all'estero, perseguita attraverso minacce e condanne a morte verso chi apertamente appoggiava quella misura. Si trattava quindi di influenzare la società e gli apparati giuridici e legislativi dello Stato affinché non esistesse un Trattato di estradizione con gli Stati Uniti.
Inizialmente il gruppo si limitò a pubblicare comunicazioni sulla stampa colombiana in cui difendeva la sua posizione, e ad influenzare i partiti politici affinché difendessero l'illeggittimità del trattato. Ciò nonostante, con il passar del tempo, questo approccio si trasformò in una guerra tra lo Stato e la mafia. Lo Stato, perseguendoli con corpi militari specializzati, e i narcotrafficanti, mettendo bombe in città.
I membri principali del Los Extraditables appartenevano in gran parte al Cartello di Medellín e altri clan del narcotraffico colombiano. I massimi capi dell'organizzazione erano:
- Pablo Emilio Escobar Gaviria, ucciso nel 1993 sul tetto di una casa a Medellín.
- Gustavo Gaviria, ucciso nel 1990 nella sua casa a Medellín.
- Gonzalo Rodríguez Gacha, ucciso nel 1989 da un elicottero nel suo podere di Tolú.
- Carlo Enrique Lehder Rivas, condannato inizialmente a più di 135 anni in una prigione federale dei Stati Uniti. Per la sua collaborazione nel caso Noriega la sua sentenza è stato ridotta a 55 anni di prigione.
- Juan David Ochoa, il maggiore dei fratelli Ochoa. Si consegnò alla giustizia il 16 febbraio del 1991. È morto il 25 luglio 2013 nella città di Medellín, a causa di un infarto.
- Jorge Luis Ochoa, appartenente al clan degli Ochoa, fu il più importante dei fratelli all'interno dell'organizzazione criminale. Conosciuto come allevatore di cavalli, devenne il numero 2 alla morte di Gaviria Rivero. Si arrese il 15 gennaio 1991 come conseguenza della politica di sottomissione alla giustizia del governo di César Gaviria.
- Fabio Ochoa Vásquez, il minore del clan degli Ochoa, condannato a 30 anni di reclusione in una prigione federale dei Stati Uniti.

## Opere basate su Los Extraditables
- Il romanzo Notizia di un sequestro dello scrittore colombiano Gabriel García Márquez, nel quale si narrano le vicende collegate ai sequestri realizzati dai Los Extraditables.